# Hrušeň obecná
Hrušeň obecná (Pyrus communis) je opadavý listnatý strom z čeledi růžovitých. Jde o hybridogenní druh se složitým vývojem. Strom je významný především ovocnářsky kvůli plodům zvaným hrušky, ceněné je však i dřevo a kvetení. Mezi ovocnými stromy, které se běžně vysokého věku nedožívají, patří hrušeň obecná k dlouhověkým. Bývá pravidelně napadána rzí. Během dvacátého století se v Evropě šíří nebezpečná bakterióza spála růžovitých, přednostně poškozující hrušně. Pěstování hrušek ve velkém rozsahu, ačkoliv jde o velmi starou plodinu, je od počátku omezeno mnoha více či méně nepříznivými podmínkami, které odrazují od rozsáhlých výsadeb.

## Historie
Ve starověkých písemných záznamech Řeků a Římanů jsou četné odkazy na hrušky, ale důraz je kladen na skutečnost, že hrušky byly velmi nekvalitní a mohou být použity pouze na výrobu nápoje. V anglických a amerických zahradnických publikacích v druhé polovině 18. století a začátku 19. století, je velký prostor věnován hruškám, ale vzhledem ke skutečnosti, že spála růžovitých v té době ničí hrušně, jejich význam v ovocnářském průmyslu je omezený. V té době bylo popsáno velké množství odrůd hrušek, některé práce popisují více než sedm set či dokonce více než tisíc odrůd. Mnoho z nich vyhynulo a mnoho dalších, se později pěstovalo v tak malém rozsahu, že jejich použití už ve 20. století bylo prakticky zanedbatelné.
Hruška se pěstuje především pro účely vaření a pro výrobu kvašeného nápoje známého jako perry. Asi v polovině 19. století vzbudilo značný zájem o hrušky zavedení některých vylepšených odrůd. Nicméně, od té doby až do současnosti, spála růžovitých více či méně poškozuje výsadby a to, spolu s různými jinými omezeními, odrazuje mnoho osob od záměru pokusit se zabývat pěstováním hrušek ve velkém.

## Poloha
Hrušeň obecná je stromem mírného pásu. Nejvhodnější jsou oblasti s nadmořskou výškou 200–300 m n. m., průměrnou roční teplotou 8–9 °C a průměrnými srážkami 500–600 mm. V menší míře je možné hrušně pěstovat i do 500 m n. m. s průměrnou teplotou 6,5 °C a srážkami do 700 mm.

### Nadmořská výška
Bylo by možné tvrdit, že existuje určitá nadmořská výška, ve které se hrušním bude dařit lépe než v jakékoliv jiné. V oblastech okolo Skalnatých hor, zejména v Utahu a Colorado, se ovšem hrušně úspěšně pěstují v nadmořské výšce až 1 219,2 metrů nad mořem, v zemích na pobřeží Pacifiku se daří nejlépe, pokud jsou pěstovány v nadmořské výšce menší než 600 m n. m. Na Středozápadě a v oblastech na východě USA je většina komerčních sadů v poměrně nízké nadmořské výšce, v mnoha jižních státech se vyšší nadmořské výšky zdají být pro hrušně lepší než nižší nadmořské výšky. Z těchto informací je zřejmé, že nejlepší nadmořská výška pro hrušně se liší podle lokality. Vše nasvědčuje tomu, že hrušně, alespoň některé odrůdy, nebudou dobře prosperovat v tak vysokých nadmořských výškách kde se daří ještě jabloním. Výběr vhodné nadmořské výšky samozřejmě musí být spojen také s ohledem na vhodný terén (jinak působí chráněné stanoviště, jižní svahy a mrazové kotliny), okolní výsadbu a především vhodnost odrůdy do daného prostředí.

## Vhodné půdy
Druh půdy vhodný pro hrušně do značné míry závisí na regionu a na odrůdě, která má být pěstována. Ve státě New York se hrušním daří nejlépe na hlinitých půdách a v Pensylvánii plodí velmi dobře zejména na aluviálních půdách. V Marylandu, kde se pěstuje velké množství hrušní odrůdy „Kieffer“, se hrušním dobře daří na písčitých půdách a v některých případech na jílovitých půdách. Pěstitelé ve většině jižních států dávají přednost poněkud chudým půdám. Hrušně na chudých jílovitých půdách nemají takové přírůstky jako na živných půdách, a tím mají být méně náchylné spálu. V Indianě, se hrušním daří nejlépe na hlinitých půdách a trpí méně spálou, pokud je půda chudá. Pěstitelé v Michiganu dávají rovněž přednost hliněným půdám. V Illinois se ale hrušním daří zdá se nejlépe na bohaté černozemi, ale na takových půdách, že je pravděpodobné, že budou napadeny spálou. V Oregonu se hrušně úspěšně pěstují na různých půdách. V lokalitách, kde deště jsou v létě jen mírné a kde voda není k dispozici pro zavlažování, by však nebylo moudré založit ovocný sad na půdách, které se nedrží dobře vlhkost. 
Hrušně často dobře rostou na půdách, kde podloží je tuhý jíl nebo skála, za předpokladu, že podloží je překryto nejméně metrem vhodné půdy. V případě, že vrstva půdy je příliš tenká, podloží tohoto charakteru je pro hrušně nevhodné.

## Množení pro ovocnářské účely
Ušlechtilé odrůdy hrušně jsou šířeny roubováním nebo očkováním na podnože. Před začátkem 20. století byly prakticky všechny sazenice hrušní použité v USA byly pěstovány ve Francii. V mnoha případech byly shromážděny semena v této zemi a poslán do Francie k výrobě sazenic, které byly následně importovány do Ameriky. Jedním z důvodů bylo to, že američtí školkaři měli velké potíže s chorobami listů a dalšími nemocemi, které napadaly sazenice. Dalším důvodem bylo to, že sazenice byly vyráběny ve Francii levněji než v Americe. 
Pro odběr materiálu k rozmnožování jsou vybrány zdravé stromy. Semena jsou stratifikována na podzim a vysévají se na jaře, když se země dostatečně ohřeje na výsadbu semena. Je důležité, aby byla půda vlhká, jinak semena nebudou klíčit. Semenáče tvoří dlouhý hlavní kořen s nemnoha postranními kořeny. Z tohoto důvodu jsou obvykle vyorány na podzim a kořeny zakráceny. Poté jsou stromy opětovně vysazovány. Na jaře se stromy se přesazují na nové stanoviště. Do následujícího srpna mohou být naočkovány. V jižních státech USA lze očkování provést v průběhu července. Očkování se provádí v mnohem větší míře než roubování. Očkování nebo roubování může být provedeno stejným způsobem jako u jabloní.

## Podnože
Ve velkovýsadbách se obvykle jako podnož využívá semenáč, při zahradní výsadbě je preferována kdouloň. Ta však nemá optimální afinitu k některým odrůdám, což se řeší pomocí mezištěpování.
Podnož je třeba volit i s ohledem na hladinu podzemní vody a obsah vápna v půdě. Generativní podnož koření velice hluboko, takže v místech s vyšší hladinou podzemní vody je vhodnější využít mělčeji kořenící kdouloň. Naproti tomu kdouloň nesnáší vysoký obsah vápna v půdě.

### Kdouloň
- dobrá afinita: Hardyho, Angoulemská, Pastornice, Konference, Madame Verté, Avranšská, Lectierova, Lebrunova, Eliška a další
- špatná afinita: Solanka, Clappova, Boscova lahvice, Williamsova, Kongresovka, President Mass, Křivice

U druhů se špatnou afinitou se doporučuje použít mezištěpování některé z odrůd s dobrou afinitou.

### Hrušňový semenáč
Semenáč koření do hloubky až 5 metrů, postranní kořeny se vytvářejí v 15–20 centimetrech pod povrchem. Z toho vyplývá vyšší odolnost proti mrazu oproti kdouloni, na druhou stranu nižší tolerance k hladině podzemní vody.

### Hloh a Jeřáb
Dříve byly snahy využívat, jako podnož různé druhy hlohů a jeřábů, ale kvůli horší afinitě a horšímu růstu se od toho upustilo.

## Opylování

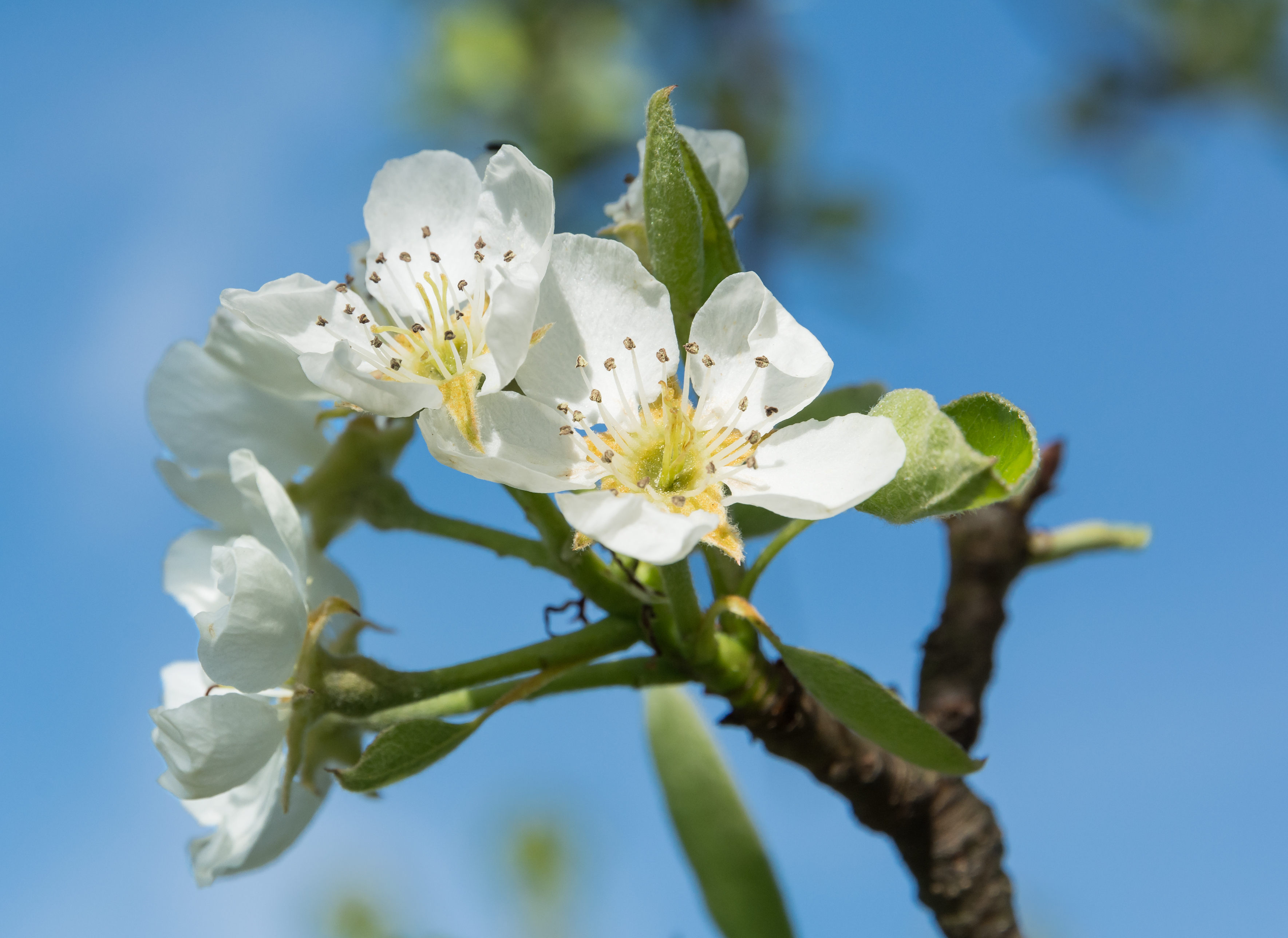
Květ hrušně obecné

Pro účinné opylení je vyžadovaný pyl odlišné odrůdy.
- dobré opylovače: Magdalenka, Clappova, Děkanka, Hardyho, Konference, Hardenpontova, Madame Verté, Sixova, Boscova lahvice a jiné
- špatné opylovače: Dielova, Pastornice, President Maas, Pittmastonská, Dvorní, Alimanská a další
- vzájemně sterilní: Avranšská × Williamsova, Avranšská × Esperenova

U hrušní je možné pozorovat jev zvaný partenokarpie, díky němuž je hrušeň schopna tvořit plody (bez jader) i bez opylení. Pozitivní přínos spočívá v existenci alespoň menšího množství plodů i v letech, kdy dojde k namrznutí blizen.

## Odrůdy
Pro okrasné účely je používána například Pyrus communis varieta 'cordata' a varieta 'pyraster'.

### Ovocné odrůdy
- rané: Červencová
- letní: Williamsova čáslavka, Clappova, Trévouzská, Solanka, Špinka (doporučena pro drsnější polohy)
- podzimní: Boscova lahvice, Konferences, Charneuská
- zimní: Madame Verté, Pařížanka, Drouardova, Lucasova, Thirriotova, Koporečka, Nelisova zimní (doporučena pro drsnější polohy), Angoulemská (oblíbena pro velké plody), Williamsova červená, Grosdemange a Jeanne d'Arc

## Mulčování
Pokud jsou hrušky vysazeny na velmi těžkých půdách je mulčování často velmi výhodné. Například, na pobřeží Tichého oceánu, kde jsou hrušky často pěstované v těžkých půdách, je v mnoha případech mulčování velmi efektivní a ekonomický způsob hospodaření s půdou. Nicméně, před použitím mulčování by pěstitel by měl vyzkoušet výsledek na malé části svého sadu, aby se přesvědčil, zda je systém vyhovující. 

## Řez
Mezi principy, které jsou základem prořezáván hrušní nejsou podstatně odlišné od těch, které jsou základem pro řez jabloní. V případě vztahu vývoje pupenů na plodnost je téměř totožný s principem pěstování silného, robustního stromu v prvních pár letech. Panuje obecně víra, že hrušně nevyžadují tolik prořezávání jako jabloně, mnoho osob je přesvědčeno, že hrušně by neměly být řezány vůbec. Je rovněž pravda, že pro vybarvení není tak důležité u hrušní na rozdíl od některých odrůd jabloní, aby byla prořezávána hrušeň pro přijímání slunečního světla.
Bez ohledu na tyto skutečnosti by nemělo být řečeno je méně důležité prořezávat hrušeň, než řezat jabloně. Stromy odrůd, jako je Anjou vyžadují poměrně silný řez, a to zejména v prvních letech po zahájení plodnosti. Stromy odrůd, jako Winter Nelis a Boscova lahvice je obtížné prořezávat během jejich počátečního růstu, protože rostou velmi křivé a nepravidelně.

### Doba řezu
Ve většině lokalit se hrušně prořezávají v pozdní zimě nebo brzy na jaře. V některých částech Kalifornie a v některých jižních státech, se nicméně, prořezávání provádí na podzim bez jakýchkoliv špatných vlivů. V regionech, kde se vyskytují chladné období, je vhodné, aby v případě mladých stromů byl proveden řez na jaře poté, co začaly růst.
Správný čas na letní řez je uváděn od poloviny července do poloviny srpna. Výzkumy v Experiment Station Oregon zjistily při časově omezených testech, že nejlepší čas pro letní prořezávání hrušek, kromě odrůdy Bartlett, je pozdě v sezóně, kdy stromy ukončují vegetativní růst. Nejlepší čas pro letní řez odrůdy Bartlett je v červnu.

### Metody
Většina pěstitelů preferuje zákrsky. U zákrsků jsou obvyklé dvě pěstební formy koruny. Pyramidální s terminálem a otevřená koruna. Většina pěstitelů rovněž preferuje otevřené koruny, pyramidální koruny je obtížné udržovat v případě, že jsou napadeny spálou růžovitých. Prořezávání hrušní by mělo být zahájeno v okamžiku vysázení seřezáním mladých stromů.
Když hrušně dosáhnou plodného věku, měly by být prořezány tak, aby koruna nebyla příliš vytáhlá a hustá. Když stromy mají tendenci stát se štíhlými, růst terminálu by měl být snížena na silné boční větve. Pokud bude proveden tento způsob prořezávání, bude menší pravděpodobnost vyrašení letorostů a zahuštění koruny. Má-li strom tendenci být příliš hustý, některé slabší výhony by měly být prořezány. Nejlepší možnost je prořezávat hrušně mírně každý rok, takže nebude nutné nadměrné prořezávání. Je také výhodné, když stromy rostou příliš mnoho na úkor ovoce,provést řez na jaře a poté znovu v létě během vegetace, čímž může být intenzita růstu značně snížena a zvýšena plodnost. V létě má být prořezáváním v souladu s obvyklou praxí odstraněna z asi jedna třetinu až jednu polovina letošního výhonu tvořícího terminál.

## Hnojení
Malá pozornost byla věnována ovocnáři hnojení hruška sadů, protože hruška, zpravidla je příliš rychle roste i bez hnojiv. Ve výjimečných případech se může stát, že v důsledku nějaké neobvyklého stavu půdy, stromy nemají uspokojivý růst nebo neprodukují dobré plody. V takových případech může být zapotřebí hnojiva k odstranění poruchy. Nicméně, před použitím buď stájových hnojiv nebo průmyslových hnojiv v hrušňovém sadu by měl být proveden test, který zjistí hodnoty živin v půdě. Doba a způsob použití hnojiv u hrušní jsou stejné jako v případě jabloní.

## Probírka
Je chybou dovolit hrušni nadúrodu, protože plody budou malé a stromy budou pravděpodobně rozvíjet tendenci k střídavé plodnosti. Všechny deformované menší a hmyzem poškozené plody, stejně jako jinak dokonalé plody, které jsou blízko sobě na větvích, by měly být odstraněny. Probírka se obvykle provádí v červnu nebo do začátku července. Pokud je provedena probírka hrušní, zbývající ovoce vyroste mnohem větší, než by bylo jinak, a v době sklizně pěstitelé zjistí, že bude na stromech více ovoce první jakosti, než kdyby nebyla provedena probírka. Kromě toho budou stromy ušetřeny nadměrné zátěže a budou s větší pravděpodobností nést úrodu v příštím roce.

## Renovace zanedbaných výsadeb hrušní

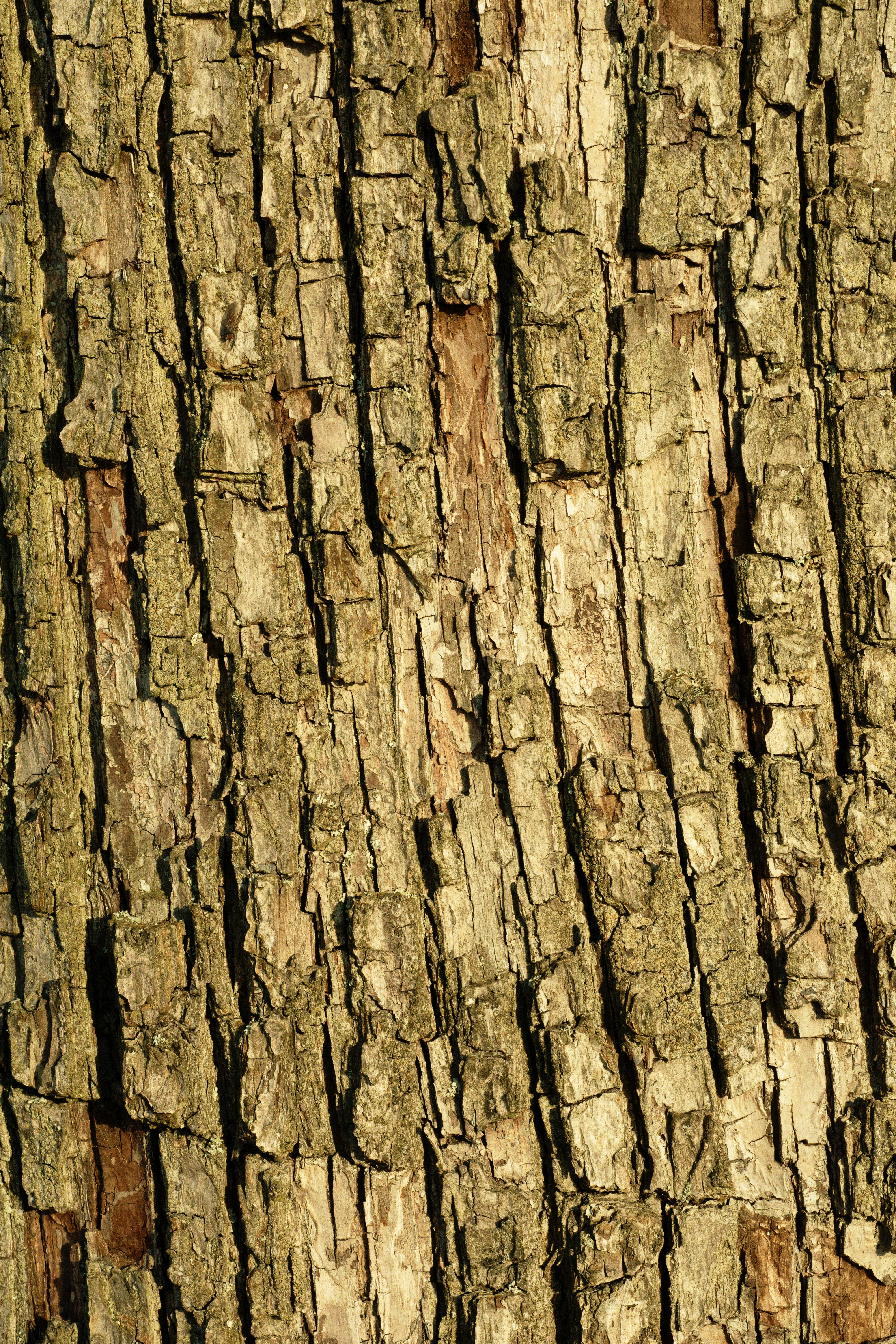
Detail kůry staré hrušně

Pokud zanedbané hrušně nejsou příliš staré a ještě mají zdravé kmeny, mohou často být uvedeny do stavu ziskových výsadeb. V případě, že sad nebyl orán po dobu několika let je pochybné, zda by bylo vhodné, aby byla provedena kultivace půdy, protože by kořeny stromů pravděpodobně byly vážně zraněny. Obecně lze říci, že v případě ovocného sadu, kde je obtížné získat dostatečnou vlhkost, je třeba sad zorat, ale jinak by měla být použita mulčovací kultura.
Vrcholy zanedbaných stromů by neměly být prořezány příliš silně, protože to by mělo za následek silný růst letorostů, které by byly nepříznivé pro produkci ovoce. Nejlepší plán je vyřezat všechno slabé a nemocné dřevo a podpořit růst terminálu mírným letním řezem. Pokud jsou stromy příliš vysoké, větve by měly být seřezány. V případě, že stromy jsou nežádoucích druhů, mohou být přeroubovány na vhodné odrůdy.

## Léčivé účinky
Dříve se věřilo, že na hrušeň může člověk převést svoji nemoc. V současnosti není oficiálně považovaná za léčivou rostlinu, ale vařené hrušky jsou vhodným pokrmem při srdečních a oběhových chorobách, vysokém tlaku, nemocích močového měchýře a pro posílení žaludku.

## Dřevo

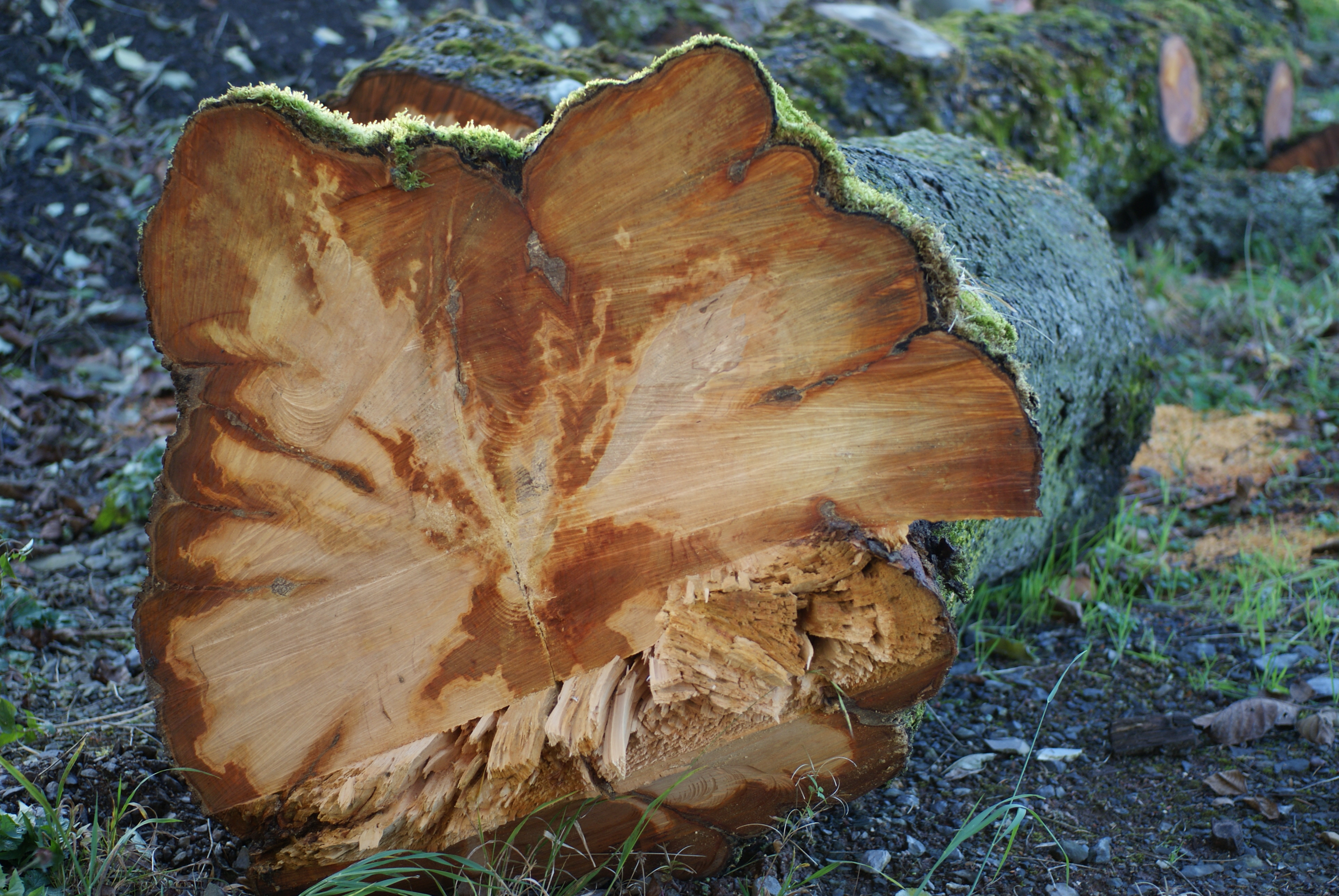
Struktura dřeva

Dřevo hrušně se vyznačuje tzv. roztroušeně pórovitou stavbou, jeho hustota se pohybuje mezi 600–740 kg/m³, celkově je tvrdé (v rámci ovocných stromů patří hrušňové dřevo k nejtvrdším) a houževnaté, pevné, nebortí se, hodí se k soustružení, dřevořezbám, na výrobu hudebních nástrojů, používalo se k výrobě dřevěných závitů (svěráky, lisy), geometrických pomůcek a v xylografii. Hrušeň je možné použít i k uzení, ale vzhledem ke kvalitě dřeva a široké využitelnosti je jeho pálení neekonomické.

## Památné stromy
Hrušeň se oproti ostatním ovocným stromům dožívá vyššího věku, zhruba až 200 let. Z toho důvodu je oproti ostatním výrazněji zastoupena mezi památnými stromy. Mezi nejznámější patří:
- Hrušeň na Helfštýně
- Lidická hrušeň
- Žižkova hrušeň (Otěvěk)
- Žižkova hrušeň (Rabí)
- Pastýřova hruška

## Choroby a škůdci

### Bakteriální spála růžovitých

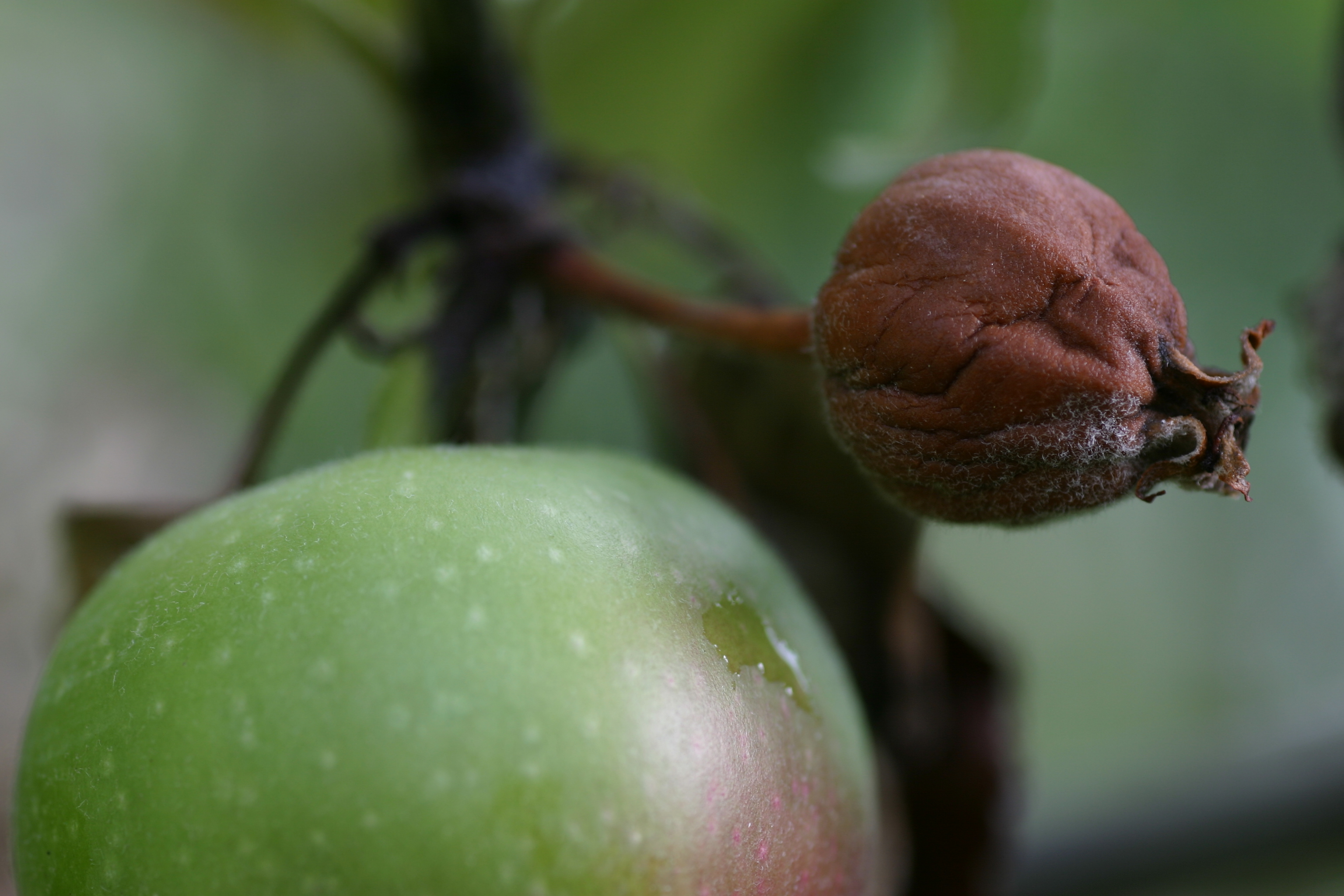
Napadený plod

Bakteriální spála růžovitých je bakteriální choroba růžovitých způsobená bakterií Erwinia amylovora. Na rostlinách se projevuje vadnutím a odumíráním květů, listovou spálou, spálou plodů, usycháním a odumíráním vegetačních vrcholů (hákovité ohýbání letorostů) a větví. Za optimálních podmínek, může zničit celý sad, nebo okrasnou školku v jediném vegetačním období. Má mnoho hostitelů, napadá 170 druhů rostlin. Vývoj choroby je rychlý a často není způsob jak postiženou dřevinu zachránit. Napadení vždy končí úhynem rostliny.
Choroba způsobuje velké ekonomické ztráty na rostlinách i produkci. Způsobuje velké epidemie s širokými ohnisky výskytu jednou za několik let. Průběh infekce je velmi rychlý a zcela devastující. V Rakousku bylo zničeno 50 % ovocných sadů jabloní a hrušní, škody ve Švýcarsku byly až 50 milionů eur.